# 工料測量師
工料測量師（英語：Quantity surveyor）是測量業其中一個專業。一般而言，在整個工程建造過程中，但凡涉及金錢的，都與工料測量有關。

## 服務範圍
- 成本計劃（cost planning）
  - 計算建造成本、維護成本及運作成本，使整個工程不會超出預算。
- 周期成本（life cycle costing）
- 價值管理（value management）
- 設施管理（facility management）
- 工程管理（project management）
- 初步成本諮詢（preliminary cost advice）
- 採購形式（procurement methods）
  - 根據每項工程的性質及類別，選取合適的合約形式及招標形式。
- 合約諮詢（contractual advice）
- 招標（tendering）
  - 為業主（客戶或僱主）預備招標時所需的招標文件，例如合約文件、工程量清單（bill of quantities）、投標評估報告（tender report）等。
- 工程結算（valuation of construction work）
  - 包括中期付款（interim payment）及最終決算（final account），為業主建議及估算一個應繳金額予承建商（contractor）及分包商（sub-contractor）。
- 成本控制及財務管理（cost control and financial management）
- 財務索償及程序分析（financial claims and program analysis）
- 調解糾紛（dispute resolution）
- 保險諮詢（insurance advice）

## 工作環境
與土地測量相反，工料測量師大多數時間都在寫字樓內工作。

## 專業評核試

### 英國及世界各地
透過考取皇家特許測量師學會(RICS)的專業評核試，成為該學會的專業會員可成為特許工料測量師。

### 香港
透過考取香港測量師學會的專業評核試（俗稱「考牌」），工料測量師可成為該學會的專業會員。

## 外部連結
- RICS （页面存档备份，存于）
- HKIS-工料測量